# Konrad Czerniak
Konrad Czerniak (Puławy, 11 juli 1989) is een Poolse zwemmer.

## Carrière
Bij zijn internationale debuut, op de wereldkampioenschappen zwemmen 2009 in Rome, werd Czerniak uitgeschakeld in de halve finales van de 50 en de 100 meter vrije slag en in de series van de 200 meter vrije slag. Samen met Marcin Tarczynski, Łukasz Gasior en Mateusz Stawinski strandde hij in de series van de 4x100 meter vrije slag, op de 4x200 meter vrije slag werd hij samen met Paweł Korzeniowski, Łukasz Wójt en Paweł Rurak uitgeschakeld in de series.
Op de Europese kampioenschappen zwemmen 2010 in Boedapest veroverde de Pool de bronzen medaille op de 100 meter vlinderslag, op de 50 meter vrije slag strandde hij in de series. Samen met Radosław Kawęcki, Sławomir Wolniak en Paweł Korzeniowski eindigde hij als zesde op de 4x100 meter wisselslag, op de 4x100 meter vrije slag werd hij samen met Łukasz Gasior, Marcin Tarczynski en Paweł Korzeniowski uitgeschakeld in de series. Tijdens de wereldkampioenschappen kortebaanzwemmen 2010 in Dubai eindigde Czerniak als vijfde op de 100 meter vlinderslag, op de 100 meter vrije slag strandde hij in de halve finales.
In Shanghai nam de Pool deel aan de wereldkampioenschappen zwemmen 2011. Op dit toernooi sleepte hij de zilveren medaille in de wacht op de 100 meter vlinderslag, daarnaast werd hij uitgeschakeld in de halve finales van zowel 100 meter vrije slag als de 50 meter vlinderslag. Samen met Marcin Tarczynski, Dawid Szulich en Paweł Korzeniowski eindigde hij als achtste op de 4x100 meter wisselslag. Op de Europese kampioenschappen kortebaanzwemmen 2011 in Szczecin werd Czerniak Europees kampioen op de 50 meter vrije slag en de 100 meter vlinderslag, op de 50 meter vlinderslag legde hij beslag op de bronzen medaille. Op de 4x50 meter wisselslag eindigde hij samen met Jakub Jasiński, Filip Rowiński en Filip Wypych op de zevende plaats.
In 2013 zwom Czerniak naar de bronzen medaille op de 100m vlinderslag op de Wereldkampioenschappen zwemmen 2013. In de finale was hij slechts 1 honderdste trager dan de Hongaar László Cseh . Eén jaar later werd Czerniak voor het eerst Europees kampioen: tijdens de Europese kampioenschappen zwemmen 2014 was hij de snelste in de finale van de 100m vlinderslag. Met een tijd van 51,38 zwom hij een kampioenschapsrecord en was hij ruim een halve seconde sneller dan László Cseh. In de finale van de 50 meter vrije slag behaalde hij een zilveren medaille, achter de Fransman Florent Manaudou.
Op de Wereldkampioenschappen zwemmen 2015 in Kazan behaalde Czerniak de bronzen medaille op de 50m vlinderslag, in een zelfde tijd als László Cseh. Op de Europese kampioenschappen zwemmen 2016 in Londen behaalde Czerniak de zilveren medaille op de 100 meter vlinderslag.

## Internationale toernooien
| Jaar | Olympische Spelen                      | WK langebaan                                                                                           | WK kortebaan                                               | EK langebaan                                                                         | EK kortebaan                                                                   |
| ---- | -------------------------------------- | --- | ---------------------------------------------------------- | ------------------------------------------------------------------------------------ | ------------------------------------------------------------------------------ |
| 2009 |                                        | 11e 50m vrije slag 14e 100m vrije slag 33e 200m vrije slag 13e 4x100m vrije slag 12e 4x200m vrije slag |                                                            |                                                                                      | geen deelname                                                                  |
| 2010 |                                        | | 10e 100m vrije slag 5e 100m vlinderslag                    | 15e 50m vrije slag · 100m vlinderslag · 10e 4x100m vrije slag · 6e 4x100m wisselslag | geen deelname                                                                  |
| 2011 |                                        | 9e 100m vrije slag · 9e 50m vlinderslag · 100m vlinderslag · 8e 4x100m wisselslag                      |                                                            |                                                                                      | 50m vrije slag · 50m vlinderslag · 100m vlinderslag · 7e 4x50m wisselslag      |
| 2012 | 8e 100m vlinderslag 9e 100m vrije slag | | 10e 50m vrije slag 10e 100m vrije slag 5e 100m vlinderslag | geen deelname                                                                        | 7e 50m vrije slag 10e 100m vrije slag 11e 50m vlinderslag 10e 100m vlinderslag |
| 2013 |                                        | 15e 100m vrije slag · 21e 50m vlinderslag · 100m vlinderslag                                           |                                                            |                                                                                      | 5e 50m vrije slag 7e 50m vlinderslag 16e 100m vlinderslag                      |
| 2014 |                                        | | geen deelname                                              | 50m vrije slag · 100m vlinderslag · 4e 4x100m vrije slag · 6e 4x100m wisselslag      |                                                                                |
| 2015 |                                        | 50m vlinderslag · 6e 100m vlinderslag · 5e 4x100m vrije slag · 8e 4x100m wisselslag                    |                                                            |                                                                                      | 9e 50m vrije slag 9e 100m vlinderslag                                          |
| 2016 | 5-21 augustus 2016                     | | 7-11 december 2016                                         | 10e 50m vrije slag · 100m vlinderslag                                                |                                                                                |

## Persoonlijke records
Bijgewerkt tot en met 1 juni 2016

### Kortebaan
| Afstand          | Tijd    | Datum            | Plaats   |
| ---------------- | ------- | ---------------- | -------- |
| 50m vrije slag   | 20,79   | 17 december 2015 | Lublin   |
| 100m vrije slag  | 46,52   | 27 augustus 2014 | Doha     |
| 200m vrije slag  | 1.45,78 | 4 december 2010  | Szczecin |
| 50m vlinderslag  | 22,64   | 20 december 2015 | Lublin   |
| 100m vlinderslag | 49,62   | 9 december 2011  | Szczecin |

### Langebaan
| Afstand          | Tijd    | Datum           | Plaats                  |
| ---------------- | ------- | --------------- | ----------------------- |
| 50m vrije slag   | 21,72   | 31 juli 2009    | Rome                    |
| 100m vrije slag  | 48,22   | 29 juli 2009    | Rome                    |
| 200m vrije slag  | 1.48,22 | 22 mei 2009     | Ostrowiec Świętokrzyski |
| 50m vlinderslag  | 23,07   | 2 augustus 2015 | Kazan                   |
| 100m vlinderslag | 51,15   | 30 juli 2011    | Shanghai                |